# Едензее
Едензее (нім. Ödensee) — озеро в Австрії у федеральній землі Штирія та історичній області Зальцкаммергут. На березі знаходиться місто та муніципалітет Піхль-Кайніше (округ Ліцен).

## Географія
Озеро розташоване в Штирії, в Альпах. Площа озера становить 0,2 км². Озеро завдовжки 660 м, завширшки 250 м. Найбільша глибина становить 19 м. Озеро знаходиться на висоті 779 м. Це одне з найменших та найхолодніших озер, низькі температури зумовлені таненням снігів з гір. Проте, Едензее — популярне місце для купання (влітку, коли температура сяга 23°C).
Озеро охороняється законом та є частиною природного заповідника. За декілька кілометрів розпочинається консерваційна зона культурного ландшафту Гальштат-Дахштайн ЮНЕСКО. Популярні розваги туристів — біг підтюпцем, рибалка, катання на гірських велосипедах, катання на човнах, прогулянки, і просто ходити навколо озера. Собакам заборонено купатися у озері.
Серед риб розповсюджені пструг райдужний, Salmo trutta fario, палія, щука, Leuciscinae, короп звичайний.

## Галерея

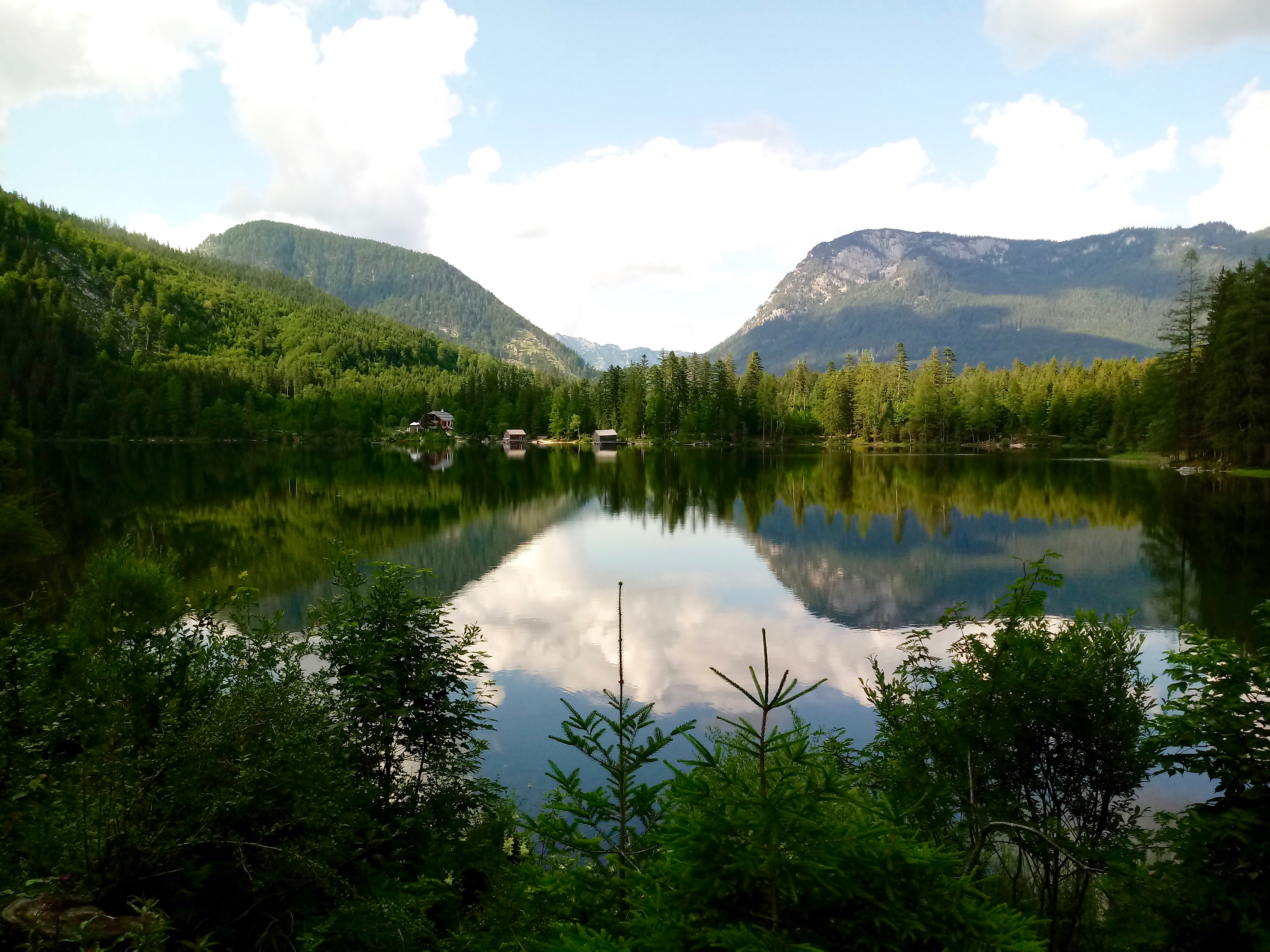
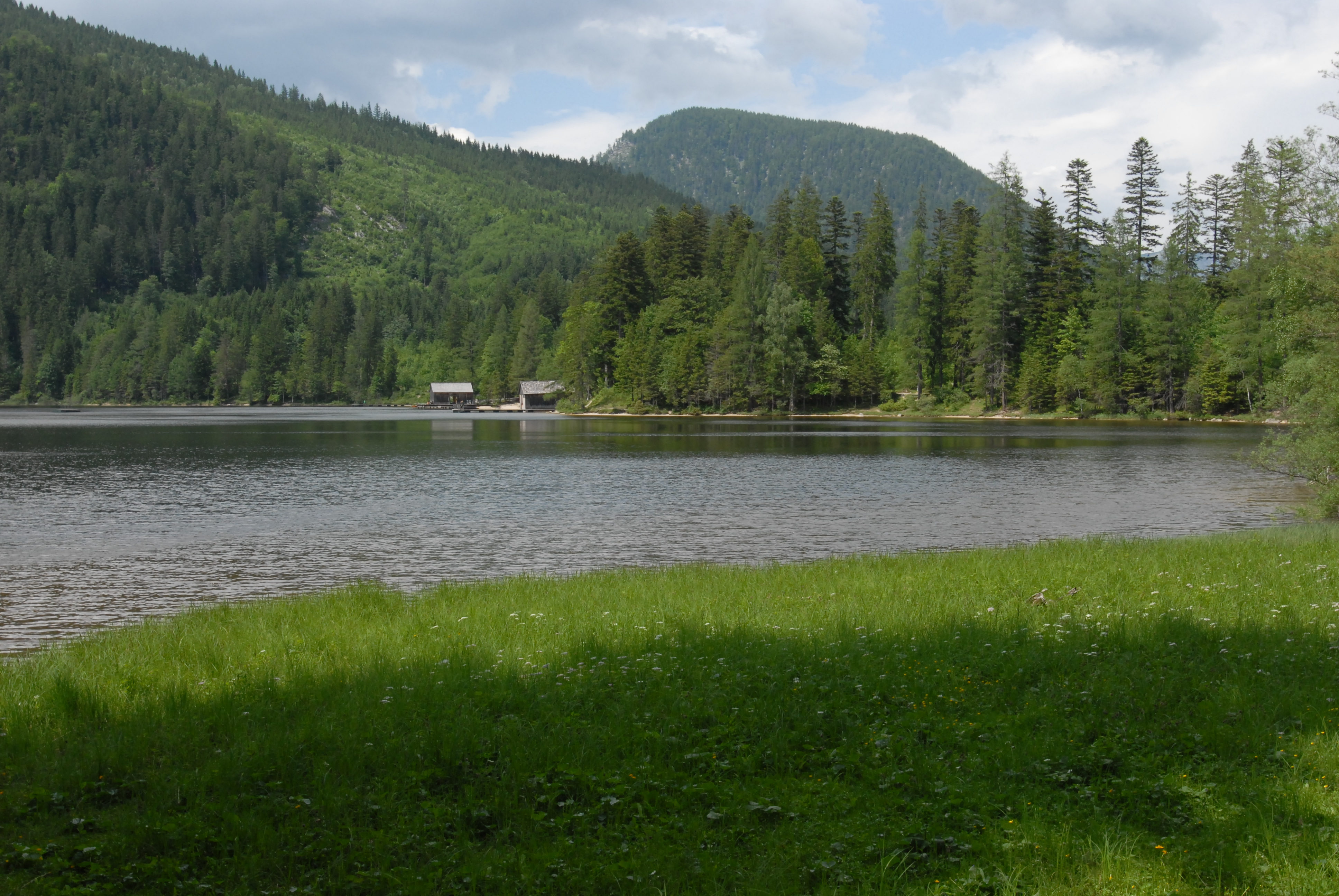
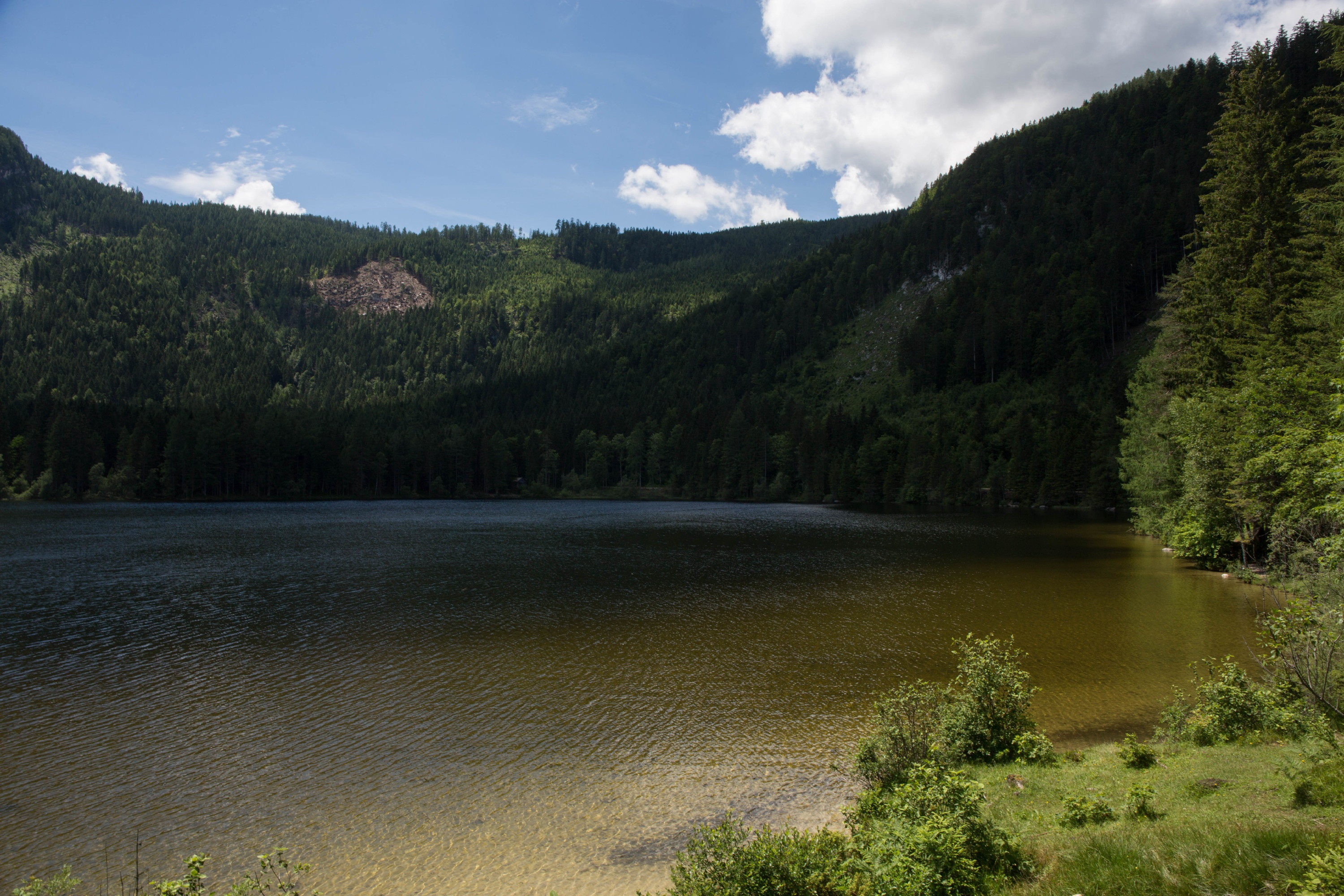
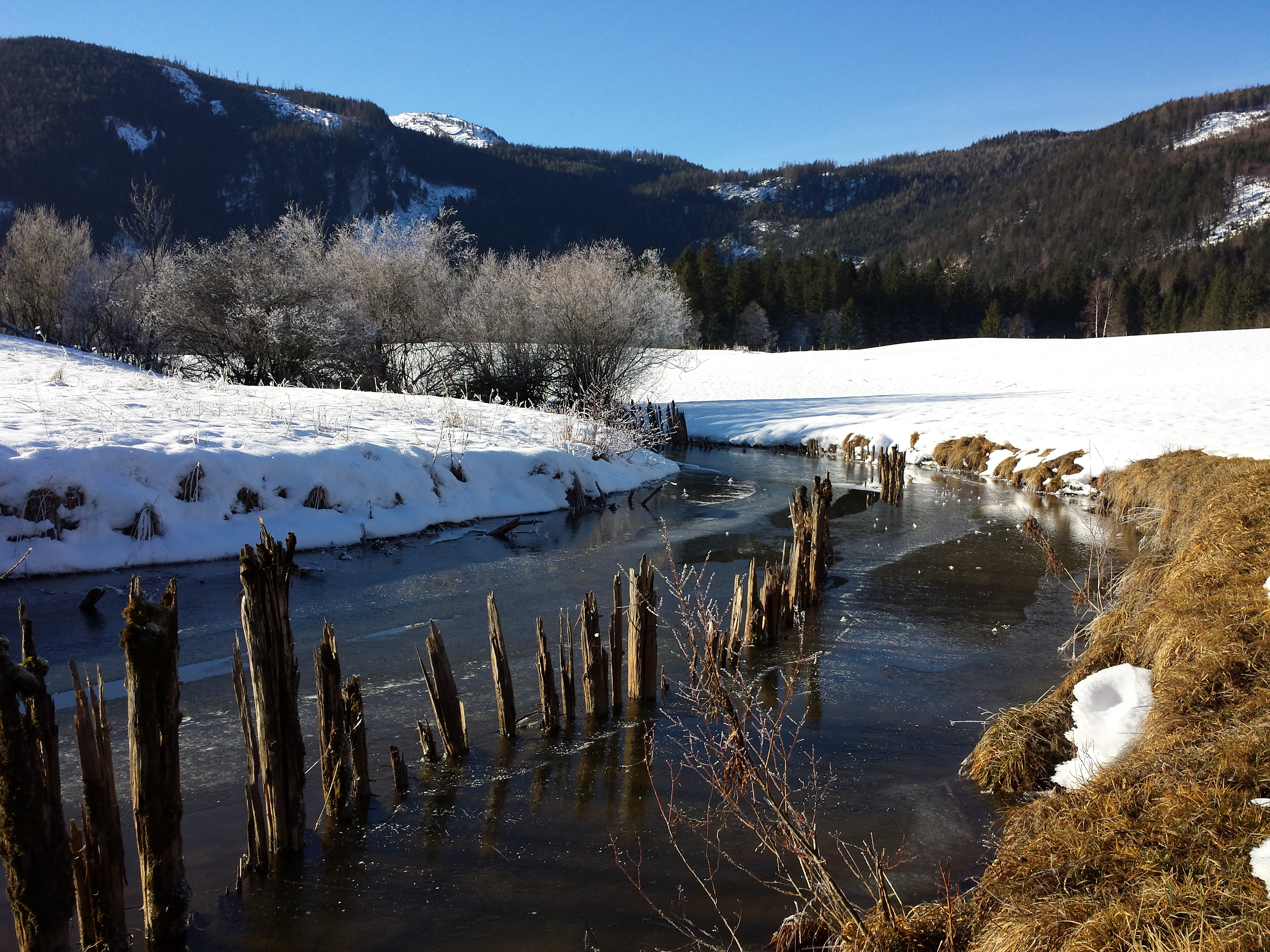